# Adolf Portmann
Adolf Portmann (* 27. Mai 1897 in Basel; † 28. Juni 1982 in Binningen) war ein Schweizer Biologe, Zoologe, Anthropologe und Naturphilosoph.

## Leben
Adolf Portmann wurde 1897 als Sohn von Adolf und Elisabeth Portmann im Matthäusquartier in Basel geboren. Er studierte Zoologie unter Friedrich Zschokke in Basel, wo er im Jahre 1921 mit der Dissertation Die Odonaten der Umgebung von Basel. Beitrag zur biologischen Systematik der mitteleuropäischen Libellen promoviert wurde. 
Nach Aufenthalten in Genf, München, Paris und Berlin und der Arbeit in marinen Laboratorien in Banyuls-sur-Mer, Roscoff, Villefranche-sur-Mer und Helgoland, wo Portmann vor allem an Meeresschnecken, speziell Hinterkiemerschnecken forschte, wurde er 1931 zum Professor für Zoologie an die Universität Basel berufen. Dort leitete er die Zoologische Anstalt. Pio Fioroni war nach 1961 sein Schüler und Forschungsassistent. Portmann hatte einen prägenden Einfluss auf vieler seiner Studenten, darunter Robert F. Schloeth, der spätere erste vollamtliche Direktor des Schweizerischen Nationalparks. Abgesehen von seiner intensiven Beschäftigung mit dem Verhalten der Vögel forschte Portmann über die „vergleichende Morphologie der Wirbeltiere“, zusammen mit Fioroni über Entwicklung und Fortpflanzung von wirbellosen Meerestieren (Mollusken).
Eine große Rolle spielte für Portmann die öffentliche Lehr- und Bildungstätigkeit. Er nahm an den Eranos-Tagungen teil und veröffentlichte in den Eranos-Jahrbüchern. Zugleich hat er durch die Gründung von Schweizer Jugend forscht die Förderung des wissenschaftlichen Nachwuchses vorangebracht. Portmann gehörte seit 1955 dem Wissenschaftlichen Beirat der Sachbuchreihe Rowohlts deutsche Enzyklopädie an.
1966 malte Toni Rebholz ein Porträt von Adolf Portmann.

## Wissenschaftliche Themen
Portmann arbeitete oft interdisziplinär und stand in Kontakt mit Pierre Teilhard de Chardin, der seinerseits ebenfalls Anthropologe war. Portmann beschäftigte sich unter anderem auch mit Themen der Soziologie und Philosophie. 1941 veröffentlichte er erstmals einen Beitrag zur Sonderstellung des Menschen in der Natur aus ontogenetischer wie phylogenetischer Sicht.
In den folgenden Jahren veröffentlichte Portmann kontinuierlich weitere Beiträge zur Sonderstellung des Menschen in der Natur und behandelte verstärkt die ersten Lebensjahre des Menschen aus entwicklungsgeschichtlicher Sicht. Diese Sonderstellung des „physiologisch völlig unspezialisierten“, in seiner Entwicklung offenen Menschen unterscheide ihn als „ewig Werdender“ von allen anderen physiologisch höchst spezialisierten, „so-seienden“ Lebewesen. Er prägte die Begriffe der „physiologischen Frühgeburt“ und „Nesthocker“ bzw. „Nestflüchter“, welche auch heute noch Verwendung finden. Der Mensch ist einer späteren Arbeit von ihm zufolge ein „sekundärer Nesthocker“ mit einer offenen Präge- und Lernphase im „sozialen Uterus“ der Familie.
Diese Überlegungen Portmanns wurden in der philosophischen Anthropologie aufgegriffen, insbesondere bei Arnold Gehlen, der den Begriff des Mängelwesens prägte, den Portmann wiederum kritisiert hat.
Der Begriff der physiologischen Frühgeburt besagt, dass der Mensch, im Vergleich zu Tieren, viel zu früh geboren werde. Zwar komme es zu einer Reifung der offenen Sinnesorgane und des Bewegungssystems im Mutterleib, trotzdem sei der Mensch aber zum Zeitpunkt seiner Geburt völlig hilflos und auf Totalversorgung angewiesen. Diese Tatsache stehe im Gegensatz zum Reifestand anderer Höherer Säugetiere bei der Geburt (z. B. Elefant, Pferd). Kennzeichnend für den Menschen ist nach Portmann infolge dieser Vorverlegung der Geburt, dass viele Entwicklungsprozesse nicht isoliert, sondern eingebettet in eine soziokulturelle Umgebung stattfinden. Durch seine Angewiesenheit sei der Mensch für soziale Kontakte und Umwelteinflüsse offen. Diese Offenheit ist für Portmann die Voraussetzung für kulturelles und geistiges Lernen.
Ein weiteres, immer wieder in Portmanns Forschungen und Publikationen auftretendes Thema ist die äußere Gestalt der Tiere, besonders in seinen Werken Die Tiergestalt, Tarnung im Tierreich und Neue Wege der Biologie. Portmann stellt hier die bereits zu seinen Lebzeiten heftig umstrittene These auf, dass die Gestaltung der Oberfläche nicht ohne weiteres aus deren adaptivem Wert zu erklären sei. Seine empirisch und theoretisch wohlbegründete Kritik an extrem adaptionistischen Vorstellungen ist aktuell auch für diejenigen geblieben, die sich mit seinem Begriff des „Darstellungswerts“ nicht anfreunden können.
Portmanns Überlegungen auf diesem Gebiet haben unter anderem Hannah Arendt beeinflusst. Sie empfand die Kritik Portmanns an der Vorstellung, man müsse die Oberfläche eines Lebewesens nicht unbedingt auf etwas anderes, tiefer Liegendes zurückführen, sondern könne von einem Wert der Oberfläche ausgehen, als außerordentlich fruchtbar. Sie war der Auffassung, dass diese Kritik sich auch auf den Funktionalismus beziehen lasse.
Schließlich interessierte sich Portmann für die Wahrnehmung und das Handeln der Tiere – ihre „Innenwelt“ (geprägt durch Jakob Johann von Uexküll), im Unterschied zu den physikalisch-molekularbiologischen Grundlagen – und hat bereits 1953 ein verhaltensbiologisches Werk veröffentlicht (Das Tier als soziales Wesen). In diesem Zusammenhang sorgte besonders sein weitreichender Begriff der „Innerlichkeit“ von Tieren und Pflanzen – als geistiger Welt alles Lebendigen – für Kontroversen. Er bezeichnet freilich nicht etwas Mystisches, wie viele seiner Kritiker argwöhnten, sondern die Subjektqualität der Tiere: ihre Fähigkeit, selbst wahrzunehmen, zu erleben und zu handeln.
Zusammen mit Max Scheler, Helmuth Plessner und Arnold Gehlen prägte Portmann die Philosophische Anthropologie maßgeblich.

## Ehrungen
- 1954: Membre d’Honneur de la Société Royale Zoologique de Belgique. Membre d’Honneur de la Société Vaudoise des Sciences Naturelles.
- 1955: Corresponding Member of the Zoological Society of London. Ehrenmitglied der Naturforschenden Gesellschaft Luzern.
- 1956: Membre de l’Académie Internationale de Philosophie des Sciences. Ehrensenator der Universität Freiburg im Breisgau. Ehrenmitglied der Zoologisch‑Botanischen Gesellschaft Wien. Dr. es sciences h. c. de l’Université d’Aix‑Marseille.
- 1957: Dr. phil. (I.) h. c. der Universität Freiburg im Breisgau. Mitglied des Ehrenausschusses des Wiener Arbeitskreises für Tiefenpsychologie. Ehrenmitglied der Physikalisch‑Medizinischen Sozietät Erlangen. Chevalier des Ordre des Palmes Académiques, Paris.
- 1959: Membre d’Honneur de la Société Luxembourgeoise de Pédiatrie.
- 1963: Korrespondierendes Mitglied der Bayerischen Akademie der Schönen Künste.
- 1965: Hans‑Thoma‑Medaille für Verdienste um die Kunst, Reutlingen. Sigmund‑Freud‑Preis für wissenschaftliche Prosa der Deutschen Akademie für Sprache und Dichtung, Darmstadt.
- 1967: Dr. med. h. c. der Universität Heidelberg. Ehrenmitglied der Naturforschenden Gesellschaft Basel.
- 1969: Ehrenmitglied der Schweizerischen Akademie der Medizinischen Wissenschaften. Ehrenbürger von Escholzmatt (Kanton Luzern).
- 1970: Dr. es sciences h. c. der Universität Fribourg. Ehrenmitglied des Schweizerischen Bundes für Naturschutz.
- 1972: Schiller‑Preis der Schweizerischen Schillerstiftung.
- 1973: Beccaria‑Goldmedaille der Deutschen Kriminologischen Gesellschaft.
- 1974: Membre correspondant pour la Section de Zoologie de l’Académie des sciences de l’Institut de France.
- 1975: Ehrenpräsident der Stiftung «Schweizer Jugend forscht».
- 1976: Goethe‑Preis für Kunst und Wissenschaft der Goethe‑Stiftung Zürich. Ehrenmitglied der Schweizerischen Zoologischen Gesellschaft.
- 1976: Goldene Medaille der Humboldt-Gesellschaft

## Veröffentlichungen (Auswahl)
- Einführung in die vergleichende Morphologie der Wirbeltiere.  Verlag Benno Schwabe, Basel 1948.
- Die Tiergestalt. Studien über die Bedeutung der tierischen Erscheinung. Verlag Friedrich Reinhardt, Basel 1948.
- Das Tier als soziales Wesen. Rhein-Verlag, Zürich 1953.
- Zoologie und das neue Bild des Menschen. Biologische Fragmente zu einer Lehre vom Menschen (= Rowohlts deutsche Enzyklopädie; Band 20). Rowohlt Verlag, Hamburg 1956, 3. Auflage 1969.
- Biologie und Geist. Rhein-Verlag AG, Zürich 1956.
  - Erweiterte Auflage: Suhrkamp Taschenbuch Verlag, Frankfurt am Main 1973, ISBN 3-518-06624-2.
  - Neuausgabe: Mit einem Geleitwort von Thure von Uexküll. Burgdorf Verlag, Göttingen 1999.
- Neue Wege der Biologie. Piper Verlag, München 1961.
- Aufbruch der Lebensforschung. Rhein-Verlag, Zürich 1965.
- Wir sind unterwegs. Der Mensch in seiner Umwelt. 2., erweiterte Auflage. Walter-Verlag, Olten 1973, ISBN 978-3-530-65930-6.
- Vom Lebendigen. Versuche zu einer Wissenschaft vom Menschen. Suhrkamp Verlag, Frankfurt am Main 1973, ISBN 978-3-518-01346-5.
- An den Grenzen des Wissens. Vom Beitrag der Biologie zu einem neuen Weltbild. Econ Verlag, Düsseldorf 1974, ISBN 978-3-43017599-9.